# Jogos da Francofonia de 2001
Os Jogos da Francofonia de 2001 foram a quarta edição do evento, realizado nas cidades de Ottawa e Gatineau, no Canadá.